# 隔週評論
『隔週評論』あるいは『フォートナイトリー・レビュー』(英: The Fortnightly Review)は19世紀イングランドの総合文芸誌の中で有力なものの一つ。
アントニー・トロロープ、フレデリック・ハリソン、エドワード・スペンサー・ビーズリー他6名により、9,000ポンドの出資を元に創刊された。
創刊号は1865年5月15日発行。
初代編者はジョージ・ヘンリー・ルースが、二代目編者はジョン・モーリーが務めた。

## 歴史

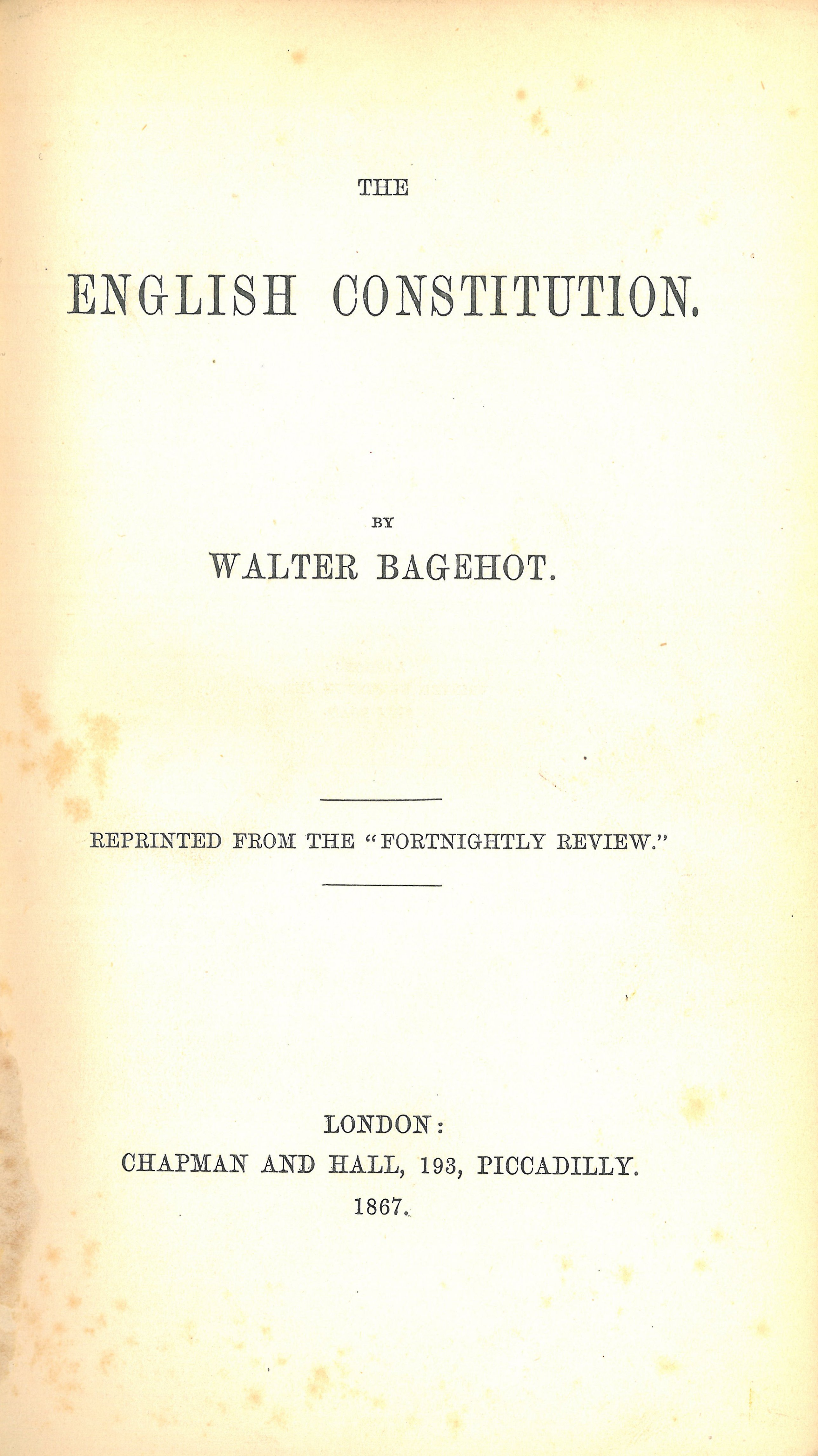
ウォルター・バジョットの『英国憲政論』の表題紙(初版、1867年)。
副題が示す通り、この本は『隔週評論』に1865年5月15日から1867年1月1日にかけて掲載されたエッセイを纏めたものである。

『隔週評論』は幅広い思想に論争の舞台を提供する事を創刊当時の目的としていたが、これは極めて党派的であった当時の報道のあり方に反発したものであった。
実際、1865年5月13日の『土曜評論』紙で創刊号発行を発表する中で、
初代編者のルースは「『隔週評論』の目的は、政治、文学、哲学、科学、美術の分野で一般的に関心を持たれている話題について、多数かつ多様な意見を公平に発表する報道機関になることだ」と述べている。
しかし、病気からルースが編集長を辞しモーリーが後任となった頃には、既に『隔週評論』は党派的に自由党を支持する雑誌として知られるようになっていた。
この時代は匿名やペンネームの使用が一般的であり、『隔週評論』は記事の執筆者の実名を記載して文責を明らかにした出版物として最初期のものとなった。
その名が示す通り『隔週評論』は最初の一年間は隔週のペースで刊行され、1部2シリングで販売されていたが、それ以降は月刊へと変更された。
ジョン・サザーランドは『隔週評論』を「英語における『両世界評論』誌」と呼び、「同種の英語ジャーナルの中で、最高の水準に整えられている」と評した。
モーリーの下で『隔週評論』は発展し、1872年までに発行部数を2500部に伸ばした。
自由主義者であったモーリーは学界・職場の人間関係・女性解放・宗教といった分野の改革を支持する記事を掲載した。
多くの文豪、あるいは将来の文豪を同誌は特集し、トロロープは3作の、ジョージ・メレディスは2作の小説を連載した。
最初に掲載された連載小説はトロロープの『ベルトンの屋敷』であり、1865年5月15日から1866年の1月1日まで連載された。
トロロープの『ユースタス家のダイヤモンド』と急進主義的小説『レディー・アナ』の初掲載も同誌であった。
同誌はA.C.スウィンバーン、D.G.ロセッティ、W.モリスの詩も掲載した。
『隔週評論』を発行するチャップマン・アンド・ホール社の経営陣は自由主義者のモーリーと比較して保守的な思想の持ち主であったため、やがてモーリーは支持を失い、1882年T.H.S.エスコットがその後任に就いた。
エスコットは創刊の精神に立ち返り、政治記事を自由主義と保守主義の双方から幅広く掲載した。
エスコットは病気が原因で『隔週評論』を主導する事が困難となったため、1886年にフランク・ハリスがこれを引き継いで8年間の間同誌を成功に導いた。
W.ホートンは「当時の著名なイギリスの著作家や批評家は、ほぼ全員が彼に寄稿している」と報告している。
ハリスもモーリーと同様に自由主義者であったためこれが退任の原因となり、1894年に編集長はW.L.コートニーに交代した。
彼は1928年までの長期間にわたり編集長を担当し、ジェイムズ・ジョイス、W.B.イェイツ、エズラ・パウンドなど20世紀初頭の巨匠の文学作品を特集した。
文学と政治に留まらず、この時期の『隔週評論』は、特に天文学のような科学分野、動物行動学、本能と道徳に関する時事問題についての記事も掲載していた。
オスカー・ワイルドによる『ドリアン・グレイの肖像』の序文が1891年5月号に掲載された。 
またジョージ・オーウェルのエッセイ『書店の思い出』が1936年11月に掲載された。
『隔週評論』はジョージ・オリバー・オニオンズによる数編の幽霊譚もまた掲載した。
1954年、『隔週評論』は『同時代評論』誌に吸収され、その歴史に一旦幕を降ろした。
2009年には王立哲学研究所の所長を務める哲学者アンソニー・オヘアなど、英米の学者や著作家らによってオンライン版の『隔週評論』の刊行が開始された。
このオンライン版は、同誌の原点である初代編者ルースの編者としての大望を、現代の政治・文学・哲学・科学・芸術へと拡大適用することを目的としている。
新しい記事は時に重要な記録資料と並置されている。
四代目の編者・ハリスの母校であるカンザス大学と提携し、オンライン版『隔週評論』は「オッド・ボリュームズ（Odd Volumes）」というインプリント（レーベル）で、トロロープ賞の受賞論文や、叢書、モノグラフを発行している。
2018年現在編集長はデニス・ボイルズが、副編集長はアラン・マクファーレンが務める。

## 読書案内
- Everett, Edwin Mallard (1971) [1939]. The Party of Humanity: The Fortnightly Review and Its Contributors, 1865-1874. Russell and Russell. ISBN 0846215381
- Houghton, Walter, ed. The Fortnightly Review. The Wellesley Index to Victorian Periodicals, 1824-1900. Vol. 2. Toronto:Univ. of Toronto Press, 1966. pp. 173–183.
- Sullivan, Alvin, ed. The Fortnightly Review. British Literary Magazines. vol. 3. Westport, CT:Greenwood Press, 1983-. pp. 131–135.